# مؤشر دافي براون
مؤشر دافي براون (DBI) هو مؤشر مستقل لمسوقي العلامة التجارية والوكالات التي تقيس نسب المستهلكين لأكثر من 2900 شخصية من المشاهير، بما في ذلك نجوم التلفزيون والسينما والفنانون الموسيقيون ونجوم تلفزيون الواقع والشخصيات الإخبارية والسياسيون والرياضيون ورجال الأعمال البارزون.
ويقوم مؤشر دافي براون الذي تم تطويره من قِبل قسم مواهب المشاهير التابع لوكالة ذا ماركيتينج أرم (The Marketing Arm)، وهي وكالة دعاية وإعلان تابعة لشركة أومنيكوم جروب (Omnicom Group Inc.)، المسوقين بطريقة منهجية لقياس استخدام المشاهير في مبادرات الإعلان والتسويق التابعة لهم. وبيانات مؤشر دافي براون مصممة للمساعدة في تحديد قدرة الشخصية المشهورة على التأثير على جاذبية العلامة التجارية والرغبة الشرائية لدى المستهلك.
ووفقًا للعديد من المقالات الإخبارية، فإن مؤشر دافي براون يتألأف من قائمة بحوث مستهلكين تضم 1.5 مليون عضو والتي تقيم وعي الشخصية المشهورة وجاذبيتها وصلتها بصورة العلامة التجارية وتأثيرها على السلوك الشرائي للمستهلك. ويتم طرح مجموعة محددة من الأسئلة على المجيبين ممن يعرفون شخصية مشهورة معينة حول تلك الشخصية. وباستخدام مقياس من ست نقاط، يقوم المستهلكون بتقييم المشاهير من خلال سبع سمات رئيسية: الجاذبية والتقدم المعرفي والإبداع السلوكي والتأثير والثقة والقبول والطموح. ويتم وضع مجموع درجات مؤشر دافي براون في كل مرة يتم فيها قياس الشخصية المشهورة على المؤشر ويمكن حصر المعايير على المعلومات الجغرافية الرئيسية بما في ذلك الجنس والعمر والانتماء العرقي.
ويتم تحديث تصنيفات مؤشر دافي براون بصفة أسبوعية وهذه التصنيفات قابلة للتغيير استنادًا إلى الأحداث الرئيسية (على سبيل المثال، المكافآت التي يتم الحصول عليها والأخبار الإيجابية-السلبية وما إلى ذلك).

## وصلات خارجية
- The Marketing Arm نسخة محفوظة 5 فبراير 2022 على موقع واي باك مشين.
- New York Magazine article
- Seattle Post-Intelligencer article
- The Guardian (UK) article
- USA Today article
- Media Magazine article